# مدار ۶۸ درجه شمالی
مدار ۶۸ درجه شمالی، دایره‌ای از عرض جغرافیایی است که در ۶۸ درجهٔ شمالی خط استوا  قرار دارد.

## گذر از مناطق
از نصف‌النهار مبدأ شروع می‌شود و به سمت مشرق ۶۸ درجه شمالی از موارد زیر گذر می‌کند:
| مختصات‌ها                                             | کشور، قلمرو یا دریا | توضیحات |
| ---------------------------------------------------- | ------------------- | --- |
| ۶۸°۰′ شمالی ۰°۰′ شرقی / ۶۸٫۰۰۰°شمالی ۰٫۰۰۰°شرقی      | اقیانوس اطلس        | دریای نروژ |
| ۶۸°۰′ شمالی ۱۲°۵۷′ شرقی / ۶۸٫۰۰۰°شمالی ۱۲٫۹۵۰°شرقی   | نروژ                | جزیرهٔ Moskenesøya |
| ۶۸°۰′ شمالی ۱۳°۱۴′ شرقی / ۶۸٫۰۰۰°شمالی ۱۳٫۲۳۳°شرقی   | Vestfjorden         | |
| ۶۸°۰′ شمالی ۱۵°۶′ شرقی / ۶۸٫۰۰۰°شمالی ۱۵٫۱۰۰°شرقی    | نروژ                | جزیرهٔ Engeløya, Lundøya و Finnøya, and the mainland (نوردلند) |
| ۶۸°۰′ شمالی ۱۷°۱′ شرقی / ۶۸٫۰۰۰°شمالی ۱۷٫۰۱۷°شرقی    | سوئد                | |
| ۶۸°۰′ شمالی ۱۷°۴۸′ شرقی / ۶۸٫۰۰۰°شمالی ۱۷٫۸۰۰°شرقی   | نروژ                | حدود 5km |
| ۶۸°۰′ شمالی ۱۷°۵۶′ شرقی / ۶۸٫۰۰۰°شمالی ۱۷٫۹۳۳°شرقی   | سوئد                | |
| ۶۸°۰′ شمالی ۲۳°۳۳′ شرقی / ۶۸٫۰۰۰°شمالی ۲۳٫۵۵۰°شرقی   | فنلاند              | |
| ۶۸°۰′ شمالی ۲۹°۲۵′ شرقی / ۶۸٫۰۰۰°شمالی ۲۹٫۴۱۷°شرقی   | روسیه               | شبه جزیره کولا |
| ۶۸°۰′ شمالی ۳۹°۵۸′ شرقی / ۶۸٫۰۰۰°شمالی ۳۹٫۹۶۷°شرقی   | دریای سفید          | |
| ۶۸°۰′ شمالی ۴۴°۱۴′ شرقی / ۶۸٫۰۰۰°شمالی ۴۴٫۲۳۳°شرقی   | روسیه               | Kanin Peninsula |
| ۶۸°۰′ شمالی ۴۶°۳۳′ شرقی / ۶۸٫۰۰۰°شمالی ۴۶٫۵۵۰°شرقی   | دریای بارنتز        | |
| ۶۸°۰′ شمالی ۴۹°۴۳′ شرقی / ۶۸٫۰۰۰°شمالی ۴۹٫۷۱۷°شرقی   | روسیه               | |
| ۶۸°۰′ شمالی ۷۳°۷′ شرقی / ۶۸٫۰۰۰°شمالی ۷۳٫۱۱۷°شرقی    | Gulf of Ob          | |
| ۶۸°۰′ شمالی ۷۴°۴۸′ شرقی / ۶۸٫۰۰۰°شمالی ۷۴٫۸۰۰°شرقی   | روسیه               | |
| ۶۸°۰′ شمالی ۱۷۶°۳۱′ غربی / ۶۸٫۰۰۰°شمالی ۱۷۶٫۵۱۷°غربی | دریای چوکچی         | |
| ۶۸°۰′ شمالی ۱۶۵°۱۵′ غربی / ۶۸٫۰۰۰°شمالی ۱۶۵٫۲۵۰°غربی | ایالات متحده آمریکا | آلاسکا |
| ۶۸°۰′ شمالی ۱۴۱°۰′ غربی / ۶۸٫۰۰۰°شمالی ۱۴۱٫۰۰۰°غربی  | کانادا              | یوکان نورت‌وست تریتوریز نوناووت |
| ۶۸°۰′ شمالی ۱۱۵°۷′ غربی / ۶۸٫۰۰۰°شمالی ۱۱۵٫۱۱۷°غربی  | Coronation Gulf     | گذرکردن از شمال Couper, Berens و Lawford Islands, نوناووت, کانادا · گذرکردن از شمال Hepburn Island, نوناووت, کانادا · گذرکردن از جنوب Jameson Islands, نوناووت, کانادا |
| ۶۸°۰′ شمالی ۱۱۰°۹′ غربی / ۶۸٫۰۰۰°شمالی ۱۱۰٫۱۵۰°غربی  | کانادا              | نوناووت |
| ۶۸°۰′ شمالی ۱۱۰°۰′ غربی / ۶۸٫۰۰۰°شمالی ۱۱۰٫۰۰۰°غربی  | Bathurst Inlet      | |
| ۶۸°۰′ شمالی ۱۰۹°۲۶′ غربی / ۶۸٫۰۰۰°شمالی ۱۰۹٫۴۳۳°غربی | کانادا              | نوناووت - Chapman Islands |
| ۶۸°۰′ شمالی ۱۰۹°۰′ غربی / ۶۸٫۰۰۰°شمالی ۱۰۹٫۰۰۰°غربی  | Bathurst Inlet      | گذرکردن از شمال Lewes Island , نوناووت, کانادا · Fishers Island, نوناووت, کانادا                                                                                       |
| ۶۸°۰′ شمالی ۱۰۷°۵۳′ غربی / ۶۸٫۰۰۰°شمالی ۱۰۷٫۸۸۳°غربی | کانادا              | نوناووت |
| ۶۸°۰′ شمالی ۱۰۳°۱۷′ غربی / ۶۸٫۰۰۰°شمالی ۱۰۳٫۲۸۳°غربی | Queen Maud Gulf     | |
| ۶۸°۰′ شمالی ۹۸°۵۹′ غربی / ۶۸٫۰۰۰°شمالی ۹۸٫۹۸۳°غربی   | کانادا              | نوناووت - O'Reilly Island, Klutschak Peninsula و Adelaide Peninsula |
| ۶۸°۰′ شمالی ۹۶°۶′ غربی / ۶۸٫۰۰۰°شمالی ۹۶٫۱۰۰°غربی    | Chantrey Inlet      | |
| ۶۸°۰′ شمالی ۹۵°۲۵′ غربی / ۶۸٫۰۰۰°شمالی ۹۵٫۴۱۷°غربی   | کانادا              | نوناووت |
| ۶۸°۰′ شمالی ۸۸°۲۰′ غربی / ۶۸٫۰۰۰°شمالی ۸۸٫۳۳۳°غربی   | Committee Bay       | |
| ۶۸°۰′ شمالی ۸۶°۴۸′ غربی / ۶۸٫۰۰۰°شمالی ۸۶٫۸۰۰°غربی   | کانادا              | نوناووت - ولز و Melville Peninsula |
| ۶۸°۰′ شمالی ۸۲°۹′ غربی / ۶۸٫۰۰۰°شمالی ۸۲٫۱۵۰°غربی    | Foxe Basin          | |
| ۶۸°۰′ شمالی ۷۷°۲′ غربی / ۶۸٫۰۰۰°شمالی ۷۷٫۰۳۳°غربی    | کانادا              | نوناووت - جزیره پرینس چارلز, Air Force Island و جزیره بافین |
| ۶۸°۰′ شمالی ۶۴°۴۶′ غربی / ۶۸٫۰۰۰°شمالی ۶۴٫۷۶۷°غربی   | تنگه دیویس          | |
| ۶۸°۰′ شمالی ۵۳°۴۷′ غربی / ۶۸٫۰۰۰°شمالی ۵۳٫۷۸۳°غربی   | گرینلند             | |
| ۶۸°۰′ شمالی ۳۲°۷′ غربی / ۶۸٫۰۰۰°شمالی ۳۲٫۱۱۷°غربی    | اقیانوس اطلس        | دریای گرینلند دریای نروژ |